# マイルス・デイヴィス・オールスターズ Vol.2
マイルス・デイヴィス・オールスターズ Vol.2（Miles Davis Volume 2）は、ジャズトランペット奏者マイルス・デイヴィスのアルバム。1955年リリース。ヤング・マン・ウィズ・ア・ホーンから2曲、マイルス・デイヴィス Vol.2から1曲、マイルス・デイヴィス Vol.3から6曲、未発表別テイク2曲を収録。レコード番号BLP1502。

## 収録曲

### A面
1. テイク・オフ - Take-Off
2. ウェアード - Weirdo
3. ウディン・ユー - Would'n You
4. アイ・ウェイテッド・フォー・ユー - I Waited For You
5. レイズ・アイデア（別テイク） - Ray's Idea(alt. take)
6. ドナ - Donna

### B面
1. ウェル・ユー・ニードント - Well You Needn't
2. ザ・リープ - The Leap
3. レイジー・スーザン - Lazy Susan
4. テンパス・フュージット（別テイク） - Tempus Fugit(alt. take)
5. イット・ネヴァー・エンタード・マイ・マインド - It Never Entered My Mind

## 演奏メンバー

### 1952年5月9日録音（A-3,6）
- マイルス・デイヴィス - トランペット
- ジャッキー・マクリーン - アルト・サックス
- J・J・ジョンソン - トロンボーン
- ギル・コギンス - ピアノ
- オスカー・ペティフォード - ベース
- ケニー・クラーク - ドラムス

### 1953年4月20日録音（A-4,5、B-4）
- マイルス・デイヴィス - トランペット
- J・J・ジョンソン - トロンボーン
- ジミー・ヒース - テナー・サックス
- ギル・コギンズ - ピアノ
- パーシー・ヒース - ベース
- アート・ブレイキー - ドラムス

### 1954年3月6日録音（A-1,2、B-1,2,3,5）
- マイルス・デイヴィス - トランペット
- ホレス・シルヴァー - ピアノ
- パーシー・ヒース - ベース
- アート・ブレイキー - ドラムス